# 毛遂彎貝介
毛遂彎貝介（学名：Loxoconcha maosuii）为彎貝介科彎貝介屬下的一个种。